# Araneus kapiolaniae
Araneus kapiolaniae är en spindelart som beskrevs av Simon 1900. Araneus kapiolaniae ingår i släktet Araneus och familjen hjulspindlar. Inga underarter finns listade i Catalogue of Life.